# Tretto
Il Tretto è una frazione del comune di Schio. Ha costituito un comune autonomo sino al 1969. Si trattava di un comune sparso con sede comunale ubicata presso la località Sant'Ulderico.

## Geografia fisica
Il territorio del Tretto consiste in un altopiano di modesta ampiezza che sovrasta gli abitati di Schio e Santorso, elevandosi dai circa 200 m della pianura ai 400–800 m e coronato a nord dai monti Novegno e Summano, estendendosi per circa 25 km². Su questa "terrazza" sono poi distribuiti ottantadue piccoli e caratteristici nuclei abitativi (contrade), collegati tra loro da una fitta rete di strade e sentieri. Del resto lo stesso toponimo deriva da tretum, il sentiero che conduceva ai pascoli alti per il passaggio del bestiame, detto trei in dialetto bavarese.
Di questi nuclei abitativi si distinguono tre centri principali, sedi di altrettante parrocchie: si tratta di Sant'Ulderico (704 m s.l.m., 116 abitanti, già sede comunale, al quale fanno capo 21 contrade), posta sostanzialmente al centro del territorio; San Rocco (678 m s.l.m., 46 abitanti, parrocchia per 29 contrade circostanti), più ad est; Santa Caterina (721 m s.l.m., 28 abitanti, a capo di 16 contrade), all'estremità occidentale, in una vallata discosta dall'altopiano. Esiste poi una quarta parrocchia, punto di riferimento per 16 contrade della zona, istituita più di recente (1959), e intitolata al Cuore Immacolato di Maria e a San Girolamo: ha sede nella contrada Pornaro, nella zona più a sud del Tretto, più accessibile alla pianura.

## Storia

### Toponimi
Le complesse vicende storiche del Tretto, abitato da popoli di provenienza locale e germanica (analogamente ad altre realtà montane limitrofe) si è riflettuto inevitabilmente nella toponomastica locale, formata da termini con influssi linguistici di derivazione neolatina da una parte e del dialetto bavarese noto come cimbro, dall'altra. La lingua parlata risente invece in maniera minore di queste due influenze. Verosimilmente, considerata la notevole mole di immigrati bavaresi che abitavano il Tretto, anticamente la lingua parlata doveva essere il dialetto tedesco, seguito da una inevitabile contaminazione linguistica con i territori contermini della pianura, che portarono ad una situazione di bilinguismo; in un estimo del 1635 vengono riportati vari termini tradotti in italiano a testimonianza del fatto che la lingua germanica era sempre meno utilizzata. Già dal primo Cinquecento infatti molti cognomi in lingua tedesca, avevano incorporato elementi tipici delle lingue neolatine, a confermare l'oramai avvenuto superamento del bilinguismo.

### Medioevo ed epoca moderna
Già menzionata intorno all'anno Mille, l'area del Tretto fu zona di passaggio per accedere ai grandi pascoli montani del monte Novegno fin da tempi antichi. Nella seconda metà del Duecento, Guido III Maltraverso, Signore di Schio, chiese ai comuni di Schio e Santorso di poter far abitare da popoli tedeschi i colli circostanti, che erano di proprietà appunto dei comuni.
Il 4 aprile 1391 il Duca di Milano Gian Galeazzo Visconti concesse a Pietro "Birlo" e Singofredo "Lupo Bianco", figli del fu Pietro da Lusiana, i Feudi Nobili e Gentili di Schiavon e Tretto, con diritto di decima, durato sino al 1971. I beni decimabili del Tretto in precedenza appartenevano alla famiglia Cavalli. Nel corso del XIV secolo giunsero nella zona numerosi minatori detti "canoppi" provenienti dal Tirolo e dalla Baviera (la presenza di popoli tedeschi in zona è ancor oggi testimoniata dalla toponomastica locale); gli Scaligeri in questo periodo concessero vari privilegi alle persone di origine tedesca presenti nelle montagne vicentine e veronesi, compreso quindi il territorio del Tretto. L'arrivo di minatori al Tretto era dovuto alla presenza di giacimenti minerari, sfruttati prima e durante il dominio della Serenissima per la produzione di argento, ma anche di piombo, ferro e rame.
La vera organizzazione territoriale del Tretto avvenne solamente in concomitanza con la formazione della più antica parrocchia, quella di Sant'Ulderico; da questa si formarono poi quella di Santa Caterina nel 1627 e quella di San Rocco nel 1634.

### Epoca contemporanea
Anche se già estratta in precedenza, fu solo nel corso del XIX e XX secolo che produzione di "terra bianca" o "fioretta di Schio" (ovvero il caolino) si sviluppò in maniera notevole, integrando anche processi meccanizzati nella produzione, promossi dalla società Caolino Panciera. Nella seconda metà del Novecento la produzione andò via via riducendosi a causa delle difficoltà del mercato e per gli alti costi di produzione. Oggi, a ricordo testimonianza  della attività estrattiva praticata a Tretto, una sezione del museo geomineralogico di Schio è dedicata a essa.
Ridimensionata la produzione mineraria, nel corso del XX secolo, la popolazione, attirata dalle industrie della pianura, andò progressivamente diminuendo, fino a determinare, nel 1969, la soppressione del comune e l'incorporamento in quello di Schio, dove oggi costituisce il Quartiere numero 6. Attualmente la popolazione del Tretto si attesta intorno al migliaio di individui, la maggior parte dei quali anziani.

## Società

### Evoluzione demografica
Abitanti censiti

## Monumenti e luoghi d'interesse
Tra i siti di interesse storico e/o artistico presenti al Tretto vanno segnalate le tre chiese parrocchiali storiche.

Chiesa di Sant'Ulderico

Ricostruita sulle rovine di un tempio quattrocentesco e consacrata nel 1513, la chiesa di Sant'Ulderico era l'unica sede parrocchiale del territorio, nonché la più prestigiosa cappella del Tretto. L'aumento della popolazione determinò la ricostruzione dell'edificio con forme neoclassiche dal 1822, con nuova consacrazione eseguita nel 1900. La chiesa conserva un grandioso organo a doppia tastiera e una pala di Costantino Pasqualotto del 1743.
Chiesa di San Rocco di Tretto

Fondata forse dall'ampliamento di un capitello votivo tardo cinquecentesco, la chiesa di San Rocco divenne sede parrocchiale nel 1634, staccandosi dalla parrocchia di Sant'Ulderico. La costruzione attuale, in stile neoclassico, fu realizzata tra il 1766 ed il 1769. La navata è decorata con scene evangeliche di Vittorio Pupin, mentre il coro conserva le decorazioni eseguite nel 1790 da Giacomo Ciesa.
Chiesa di Santa Caterina d'Alessandria

Nel 1787 si edificò la attuale chiesa, in sostituzione della più antica, ma scomoda da raggiungere, chiesa detta del Sojo, divenuta sede parrocchiale dal 1627 distaccandosi dalla più antica parrocchia di Sant'Ulderico. La nuova chiesa venne ingrandita nel 1900. Costruzione in stile neoclassico, conserva numerose opere pittoriche di Giuseppe Faccin.

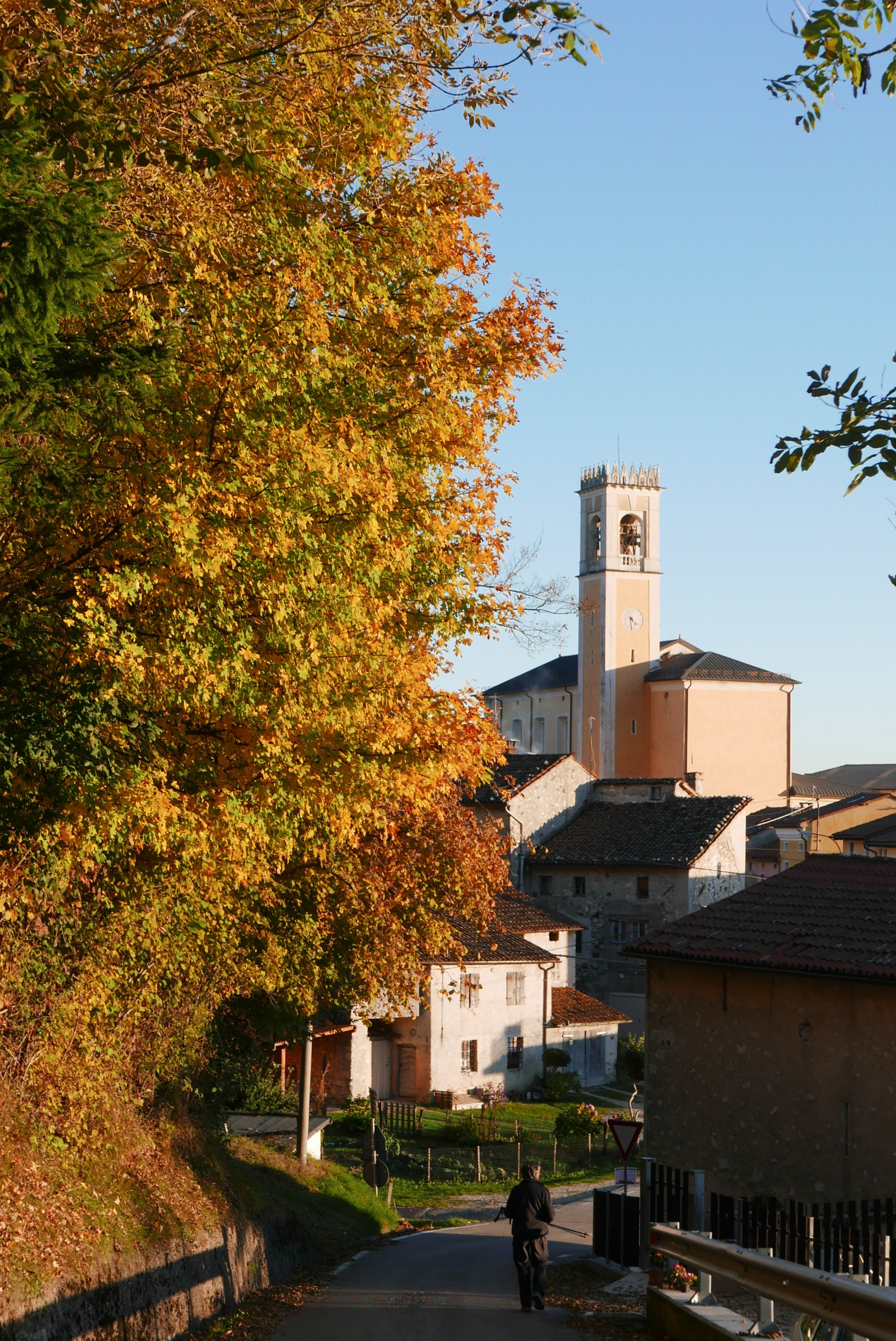
Chiesa parrocchiale di San Rocco
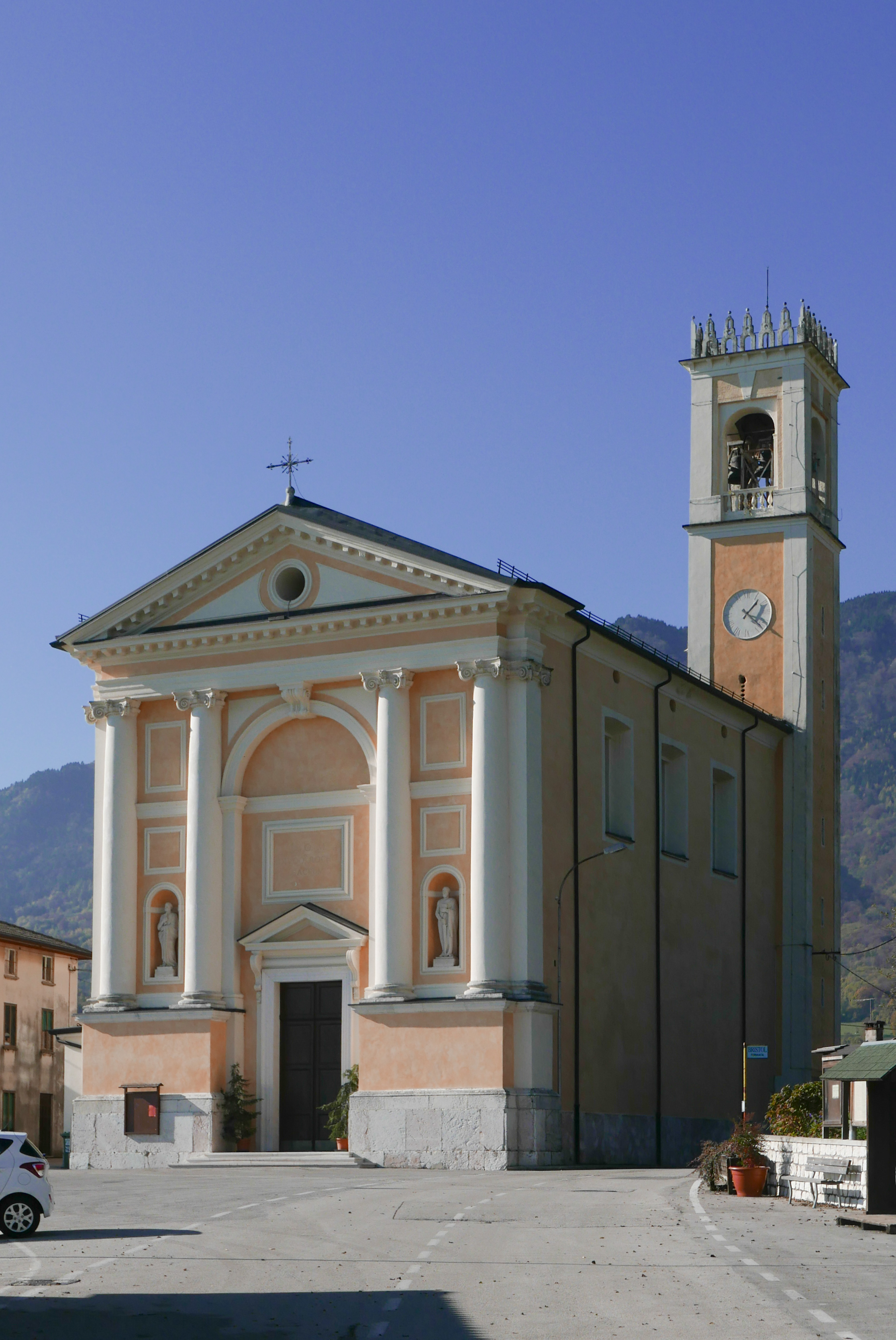
Facciata
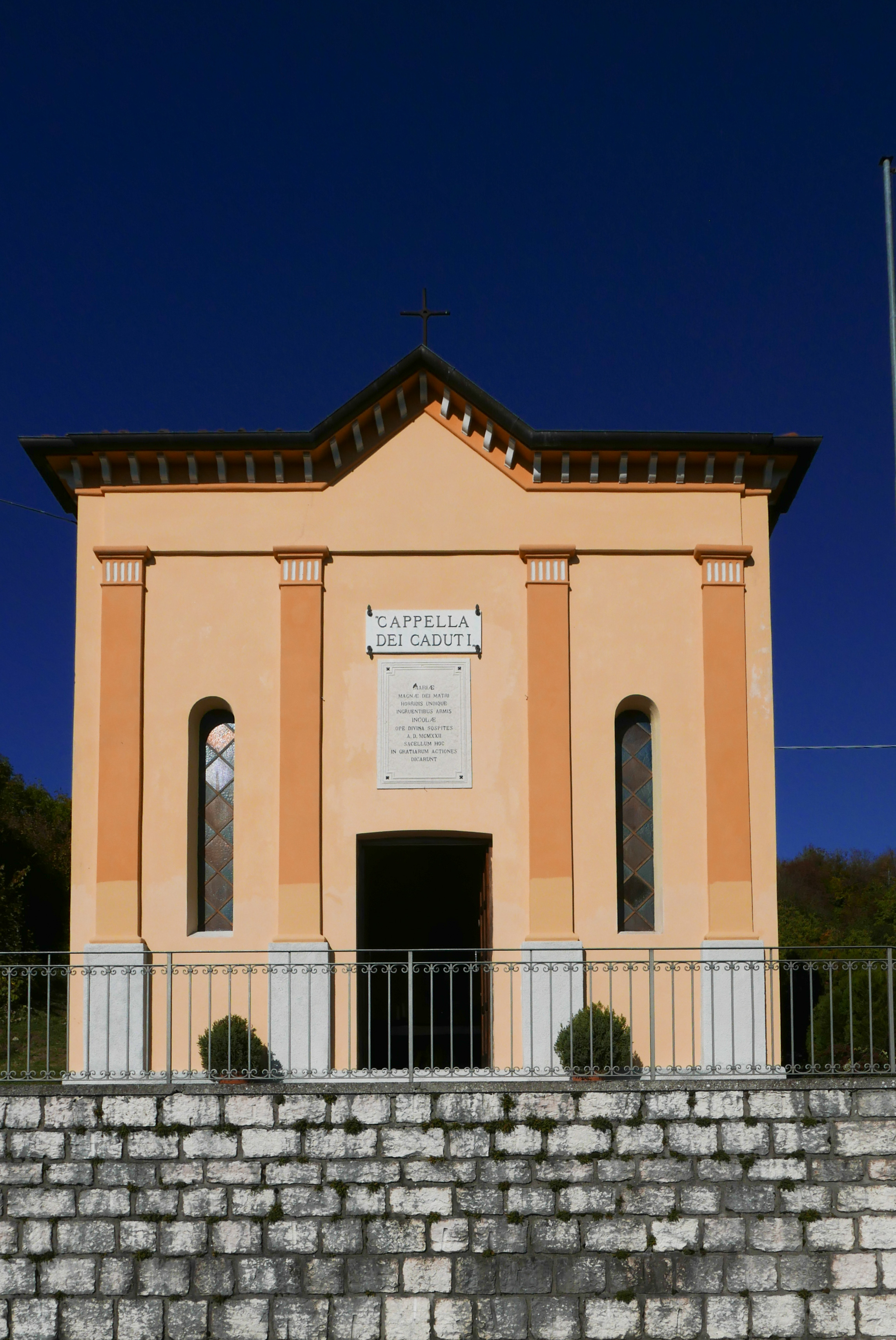
Sacello dei caduti

Interessanti dal punto di vista ambientale sono le caratteristiche contrade (sempre caratterizzate da svariati elementi di architettura spontanea, dalle abitazioni di tipo rurale e dalla presenza di un capitello votivo e di una fontana), nel Tretto ve ne sono più di ottanta, ed alcune di queste sono ancora ben conservate.

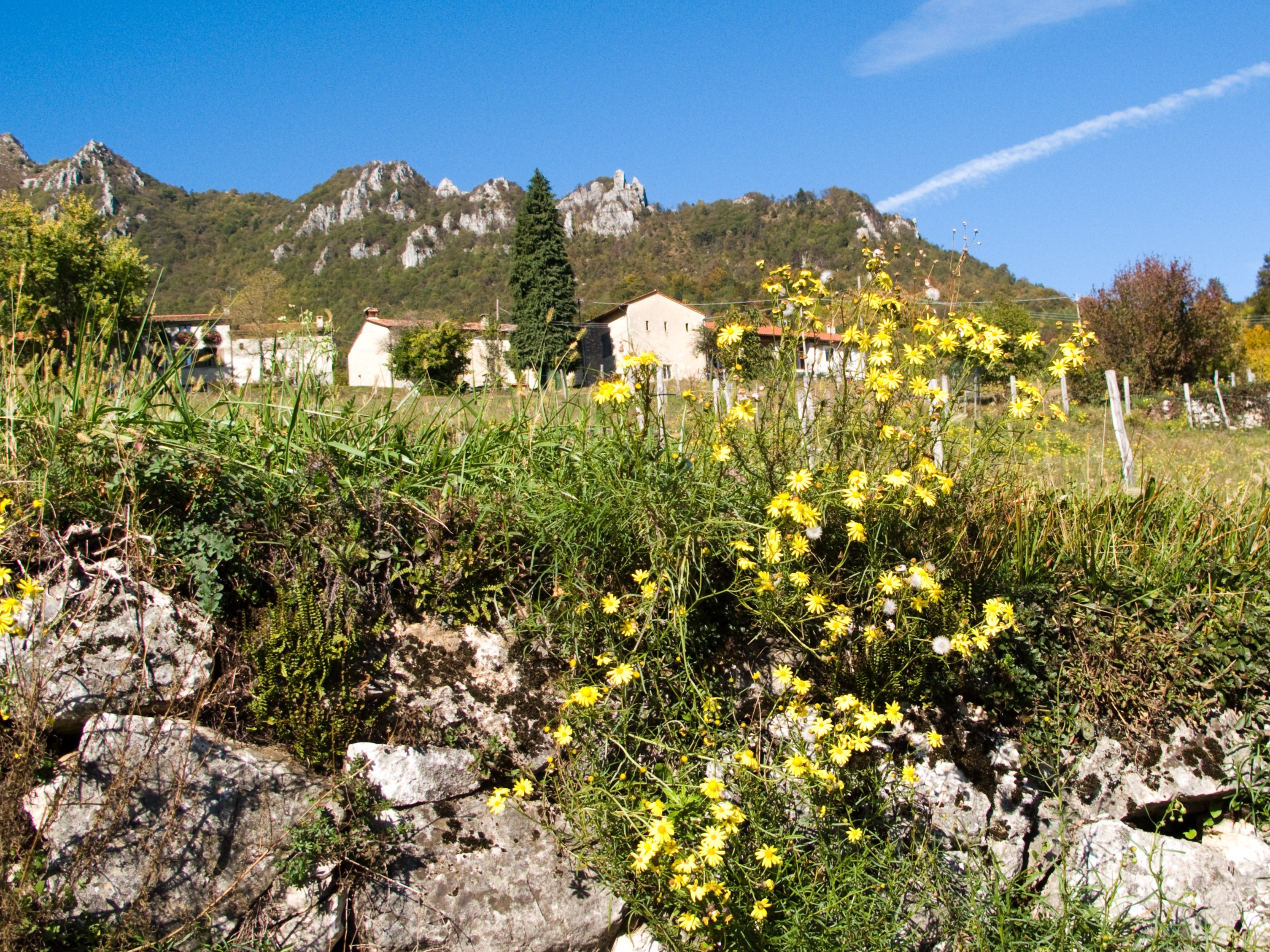
Una contrada nella zona del Tretto
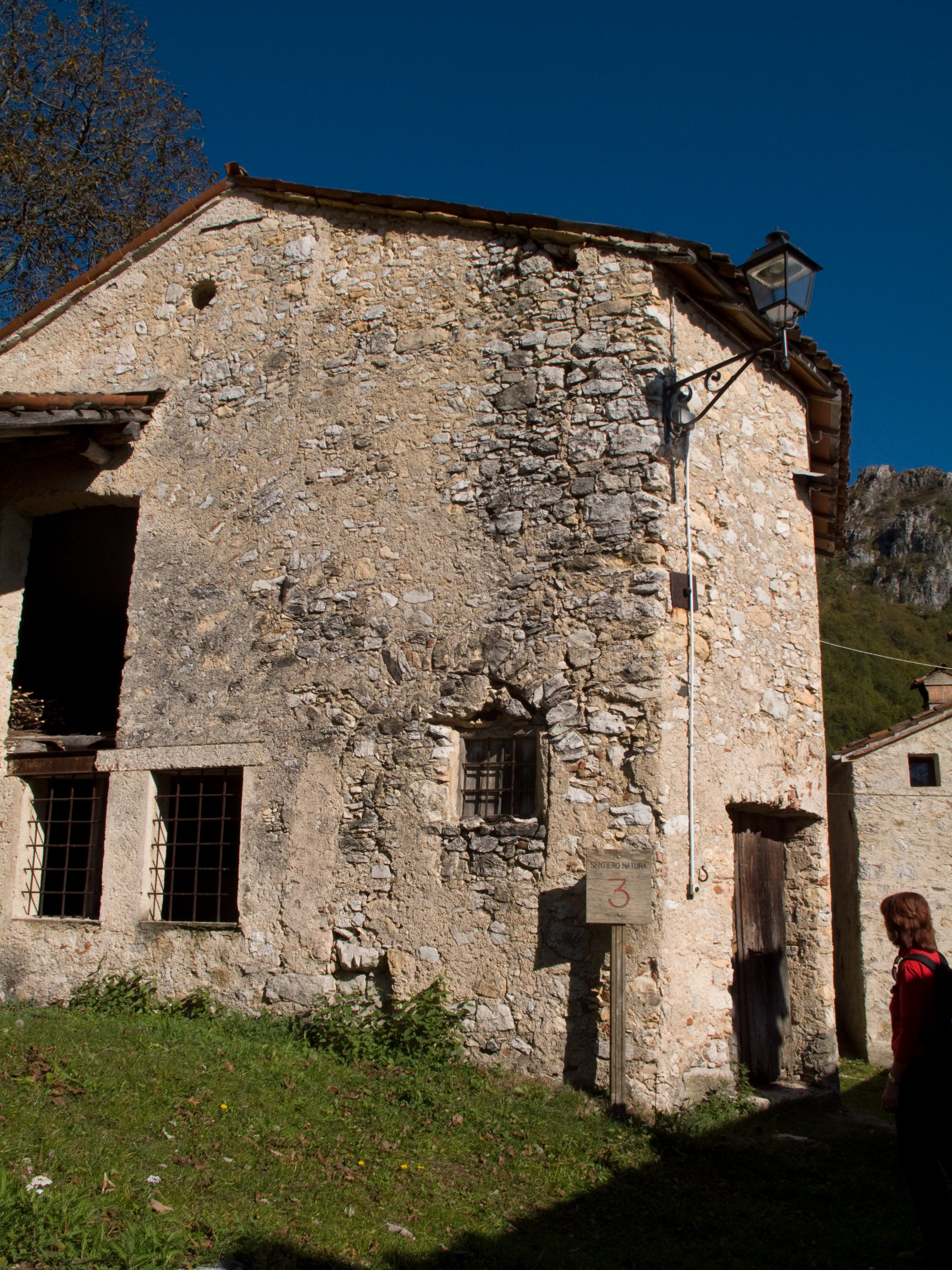
Abitazione rurale
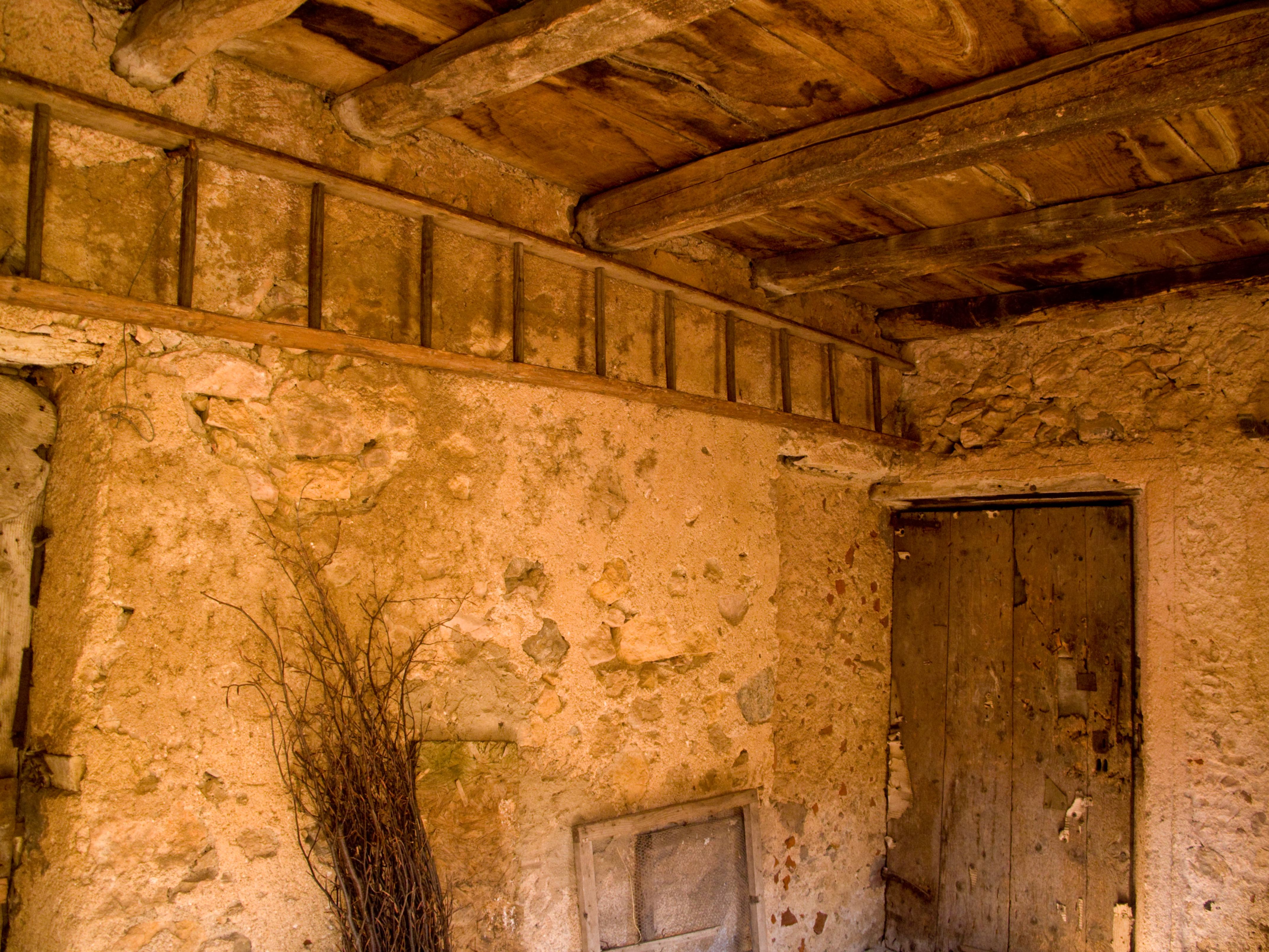
Interno di un casale
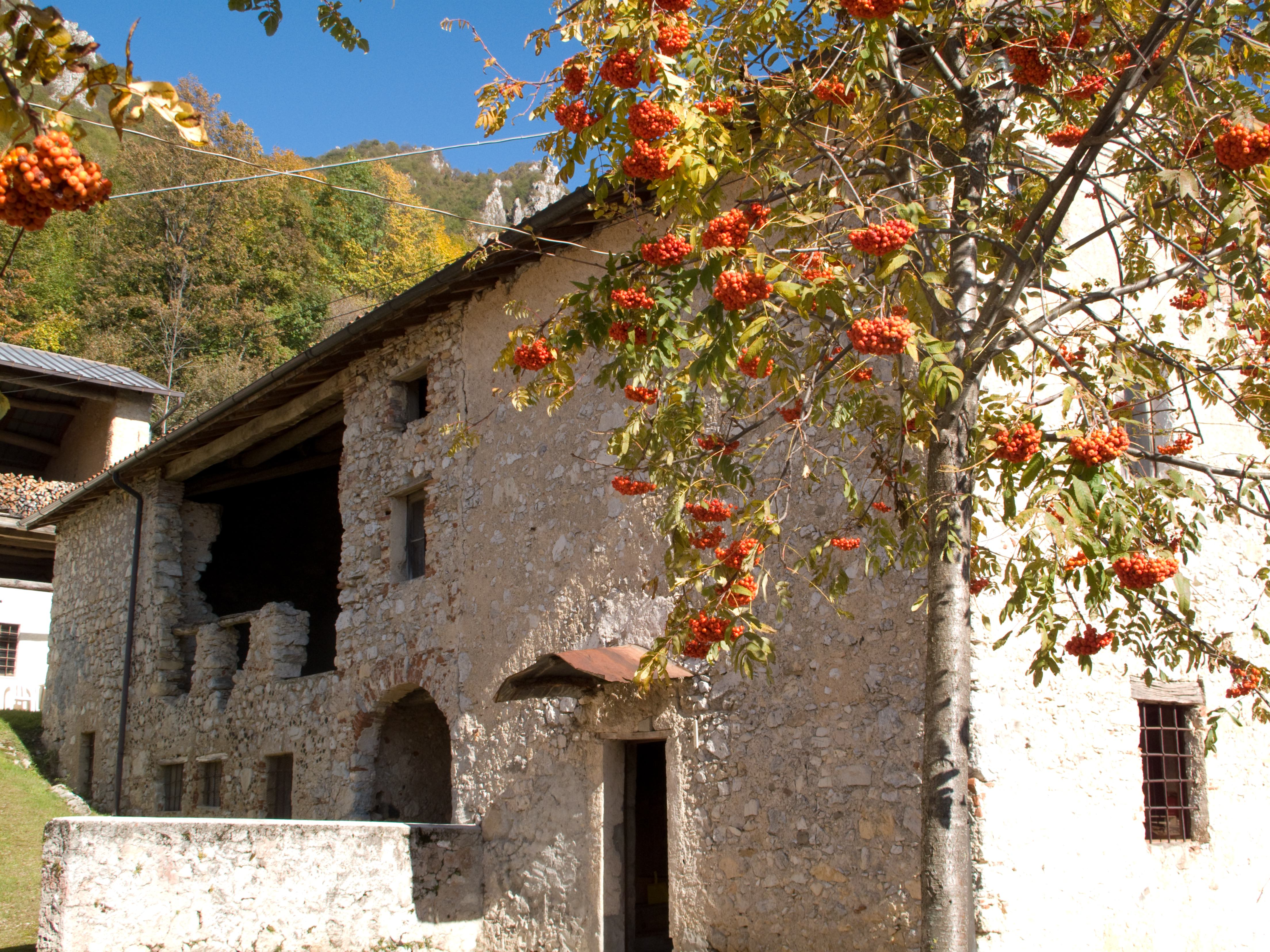
Abitazione rurale

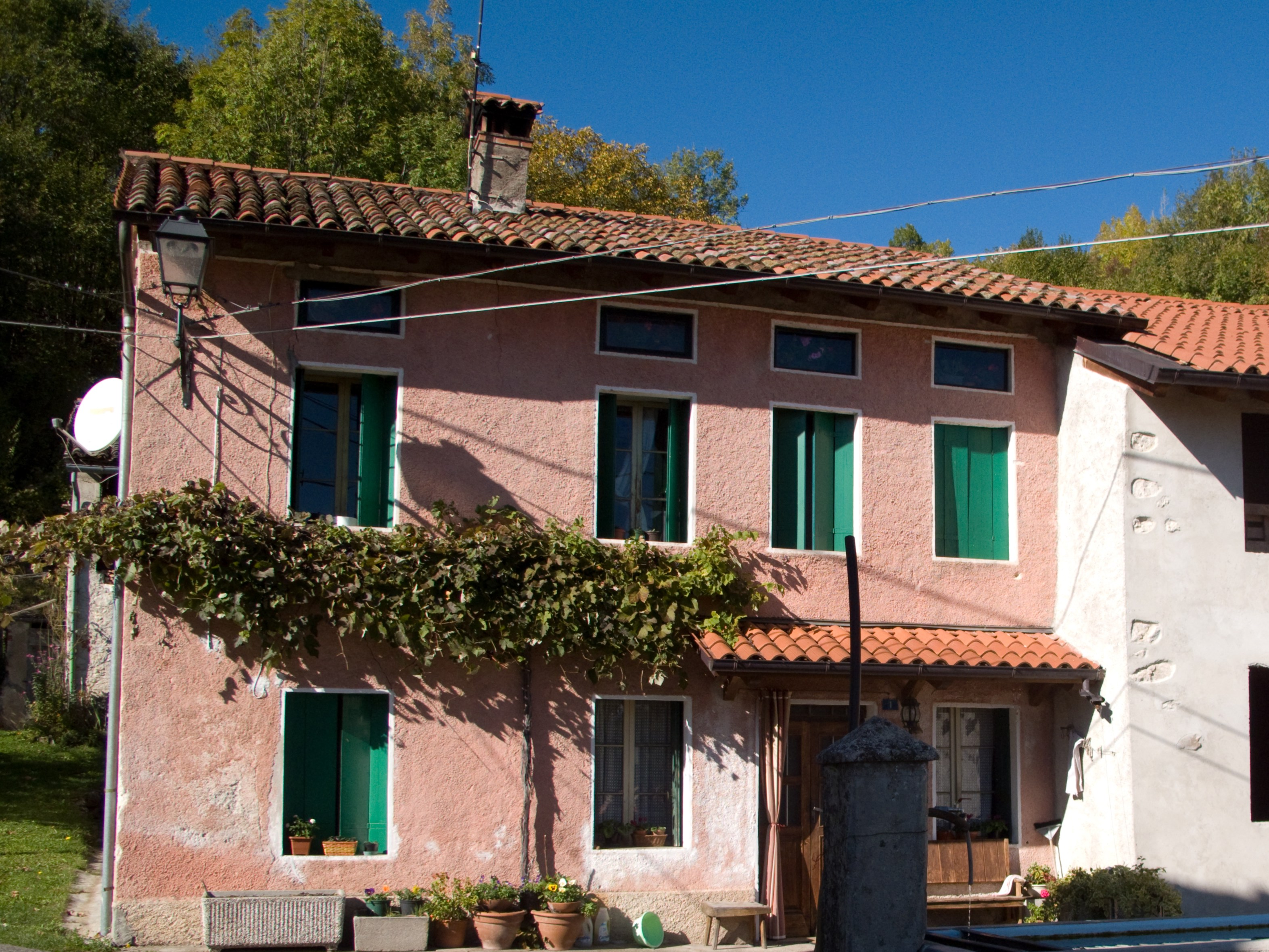
Abitazione in una contrada del Tretto, in primo piano una fontana
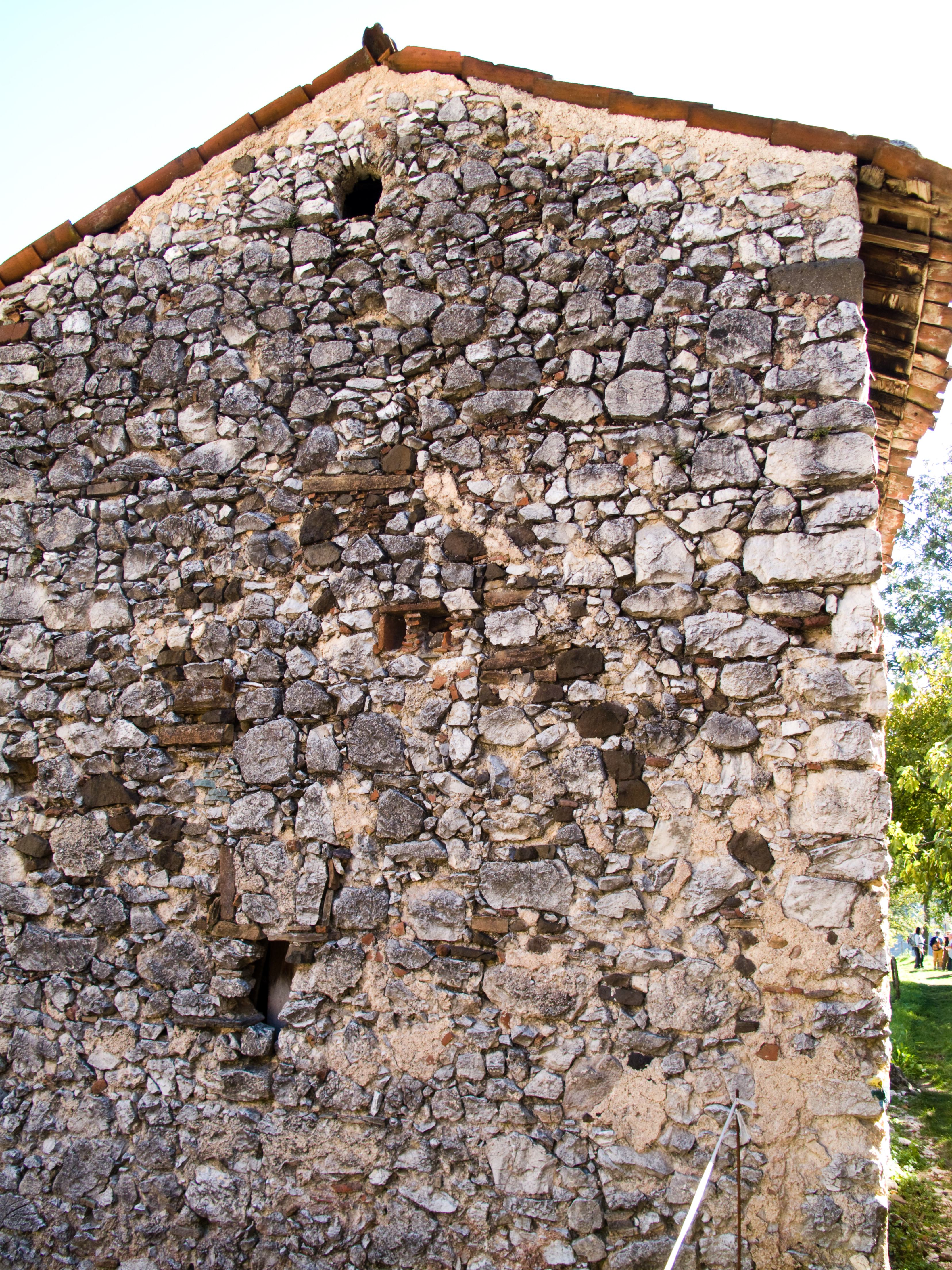
Abitazione rurale
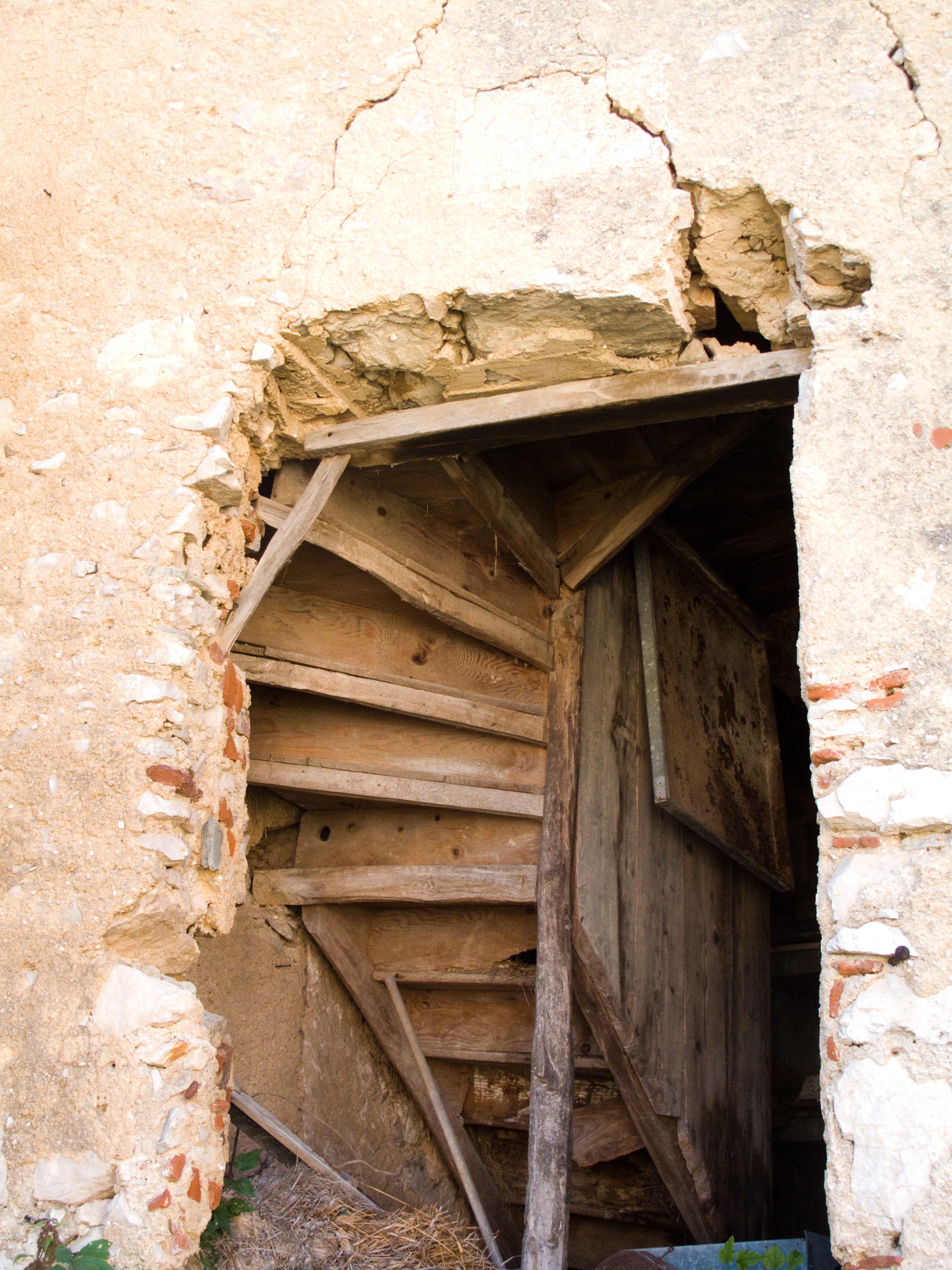
Interno di abitazione rurale
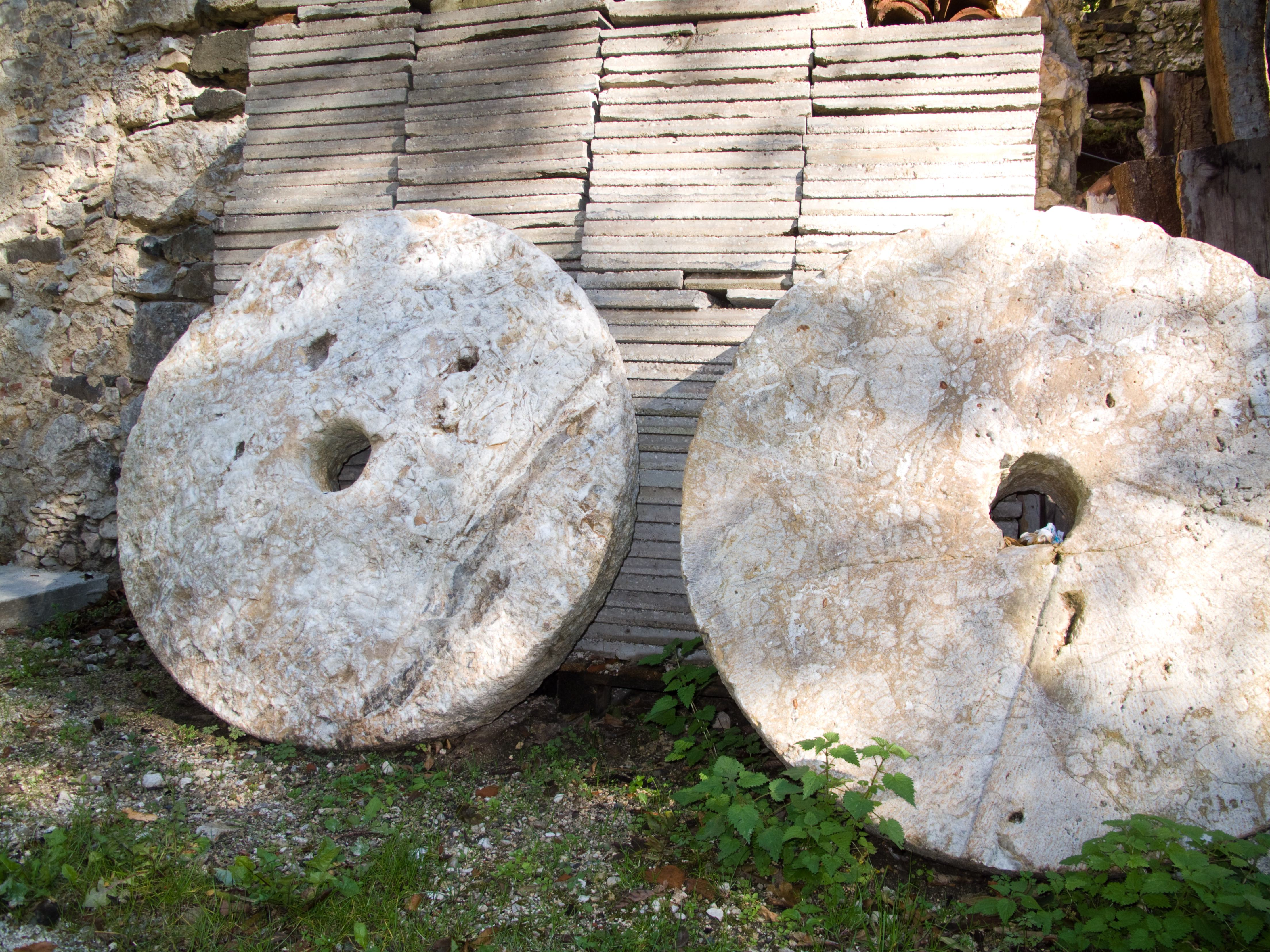
Macine in pietra

Splendido è anche il paesaggio nella zona del Tretto, nonostante la natura sia quasi completamente antropizzata.

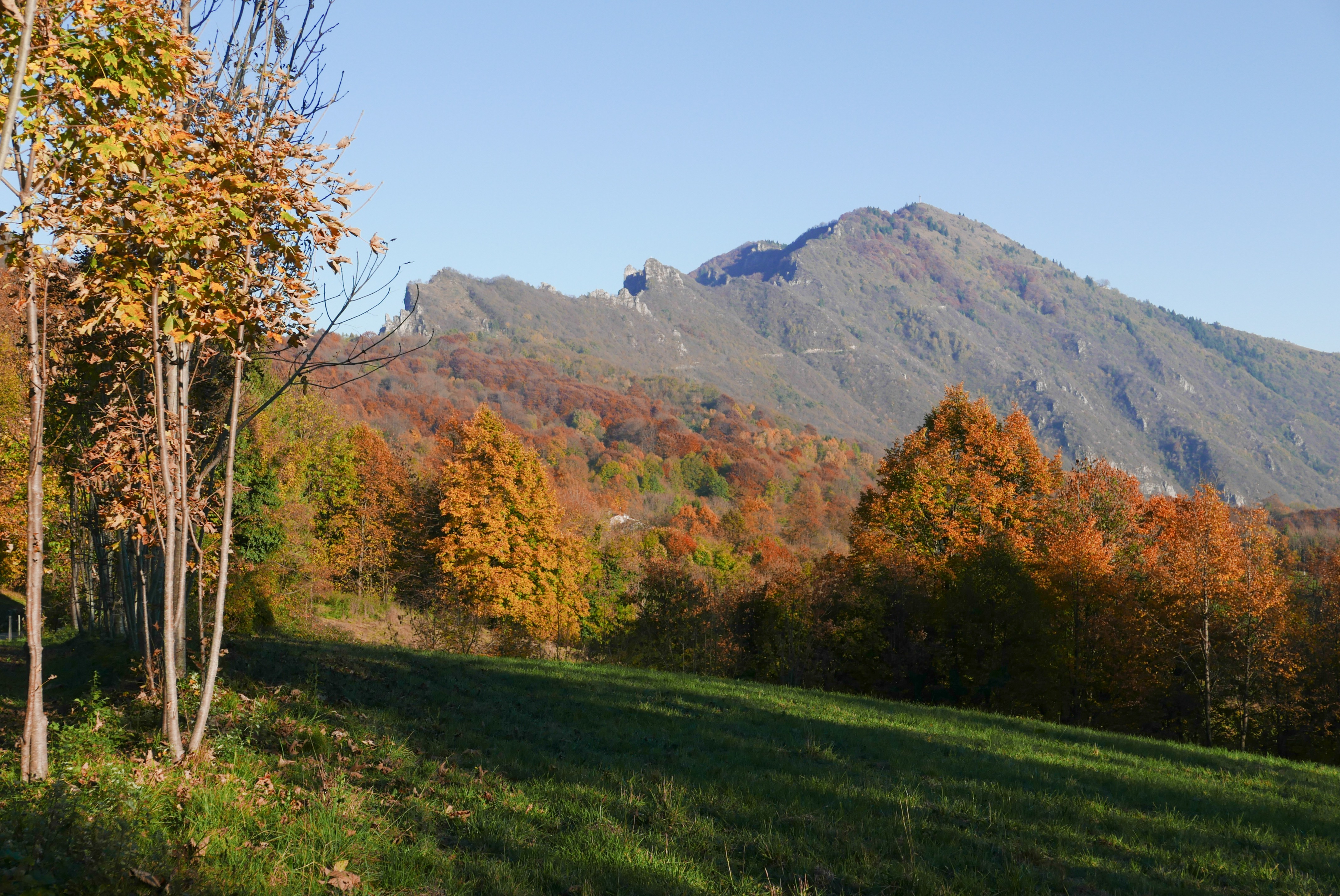
Il Monte Summano visto dal Tretto
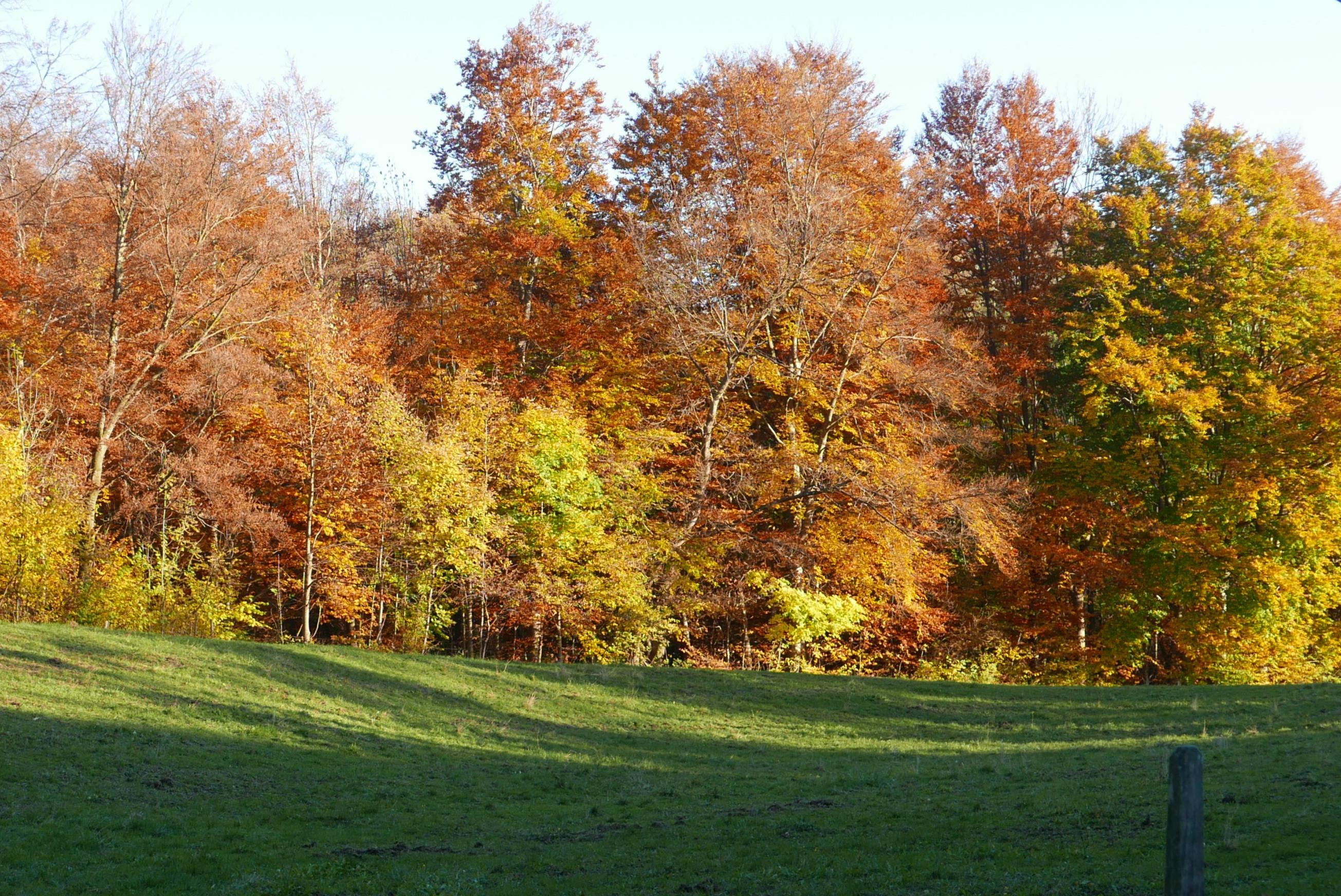
Bosco in autunno
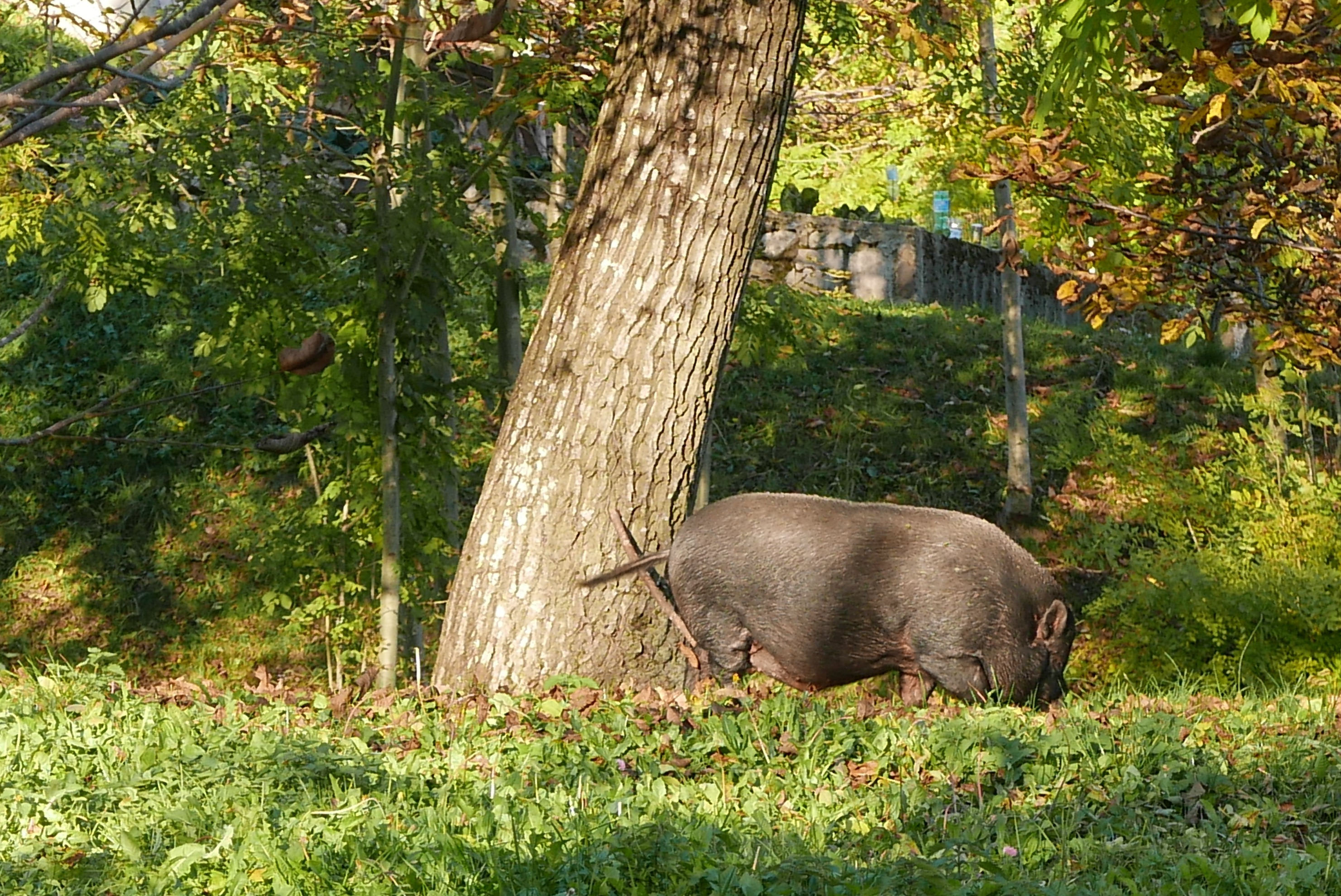
Cinghiale nel bosco
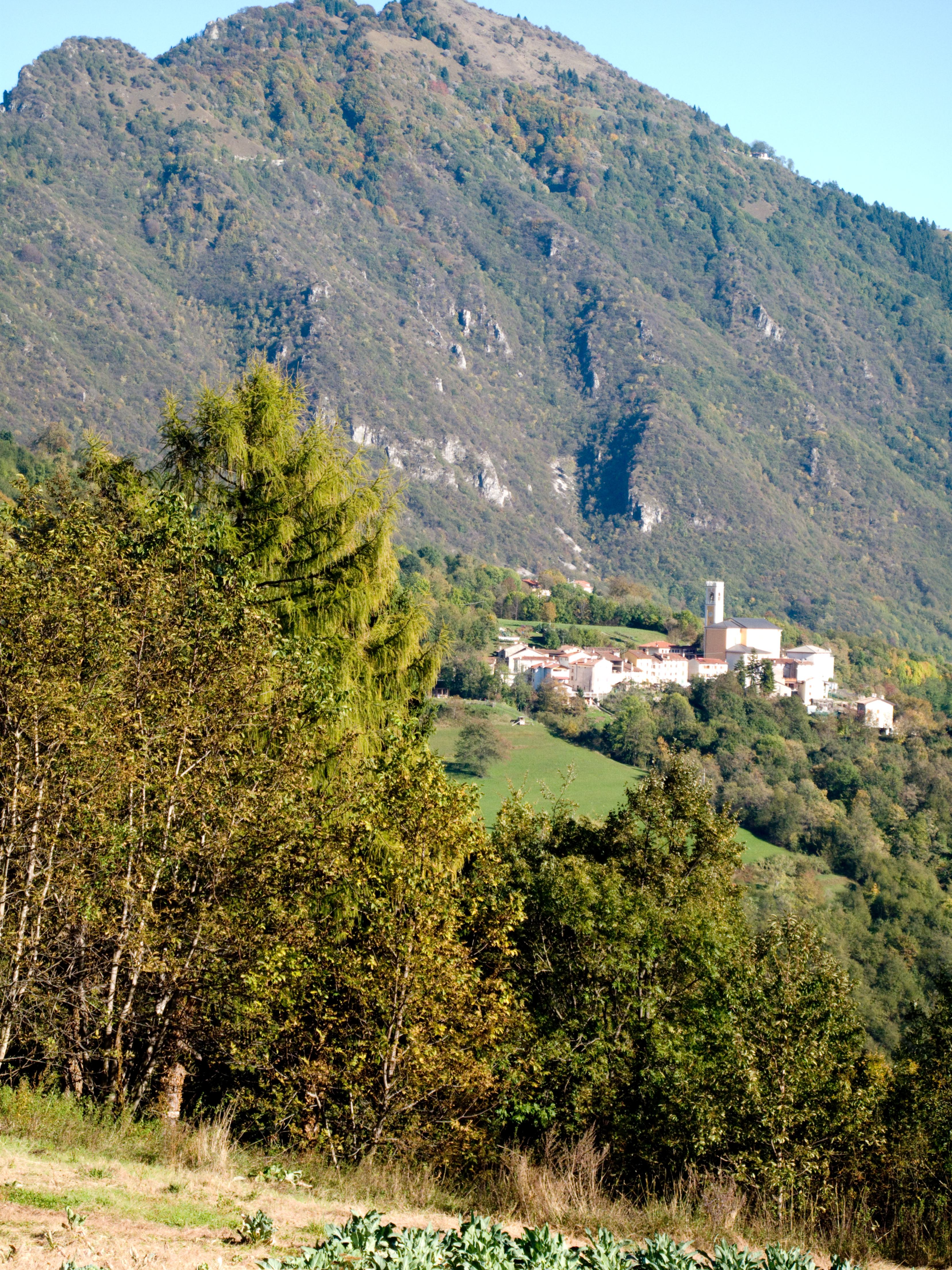
L'abitato di San Rocco sotto il Monte Summano
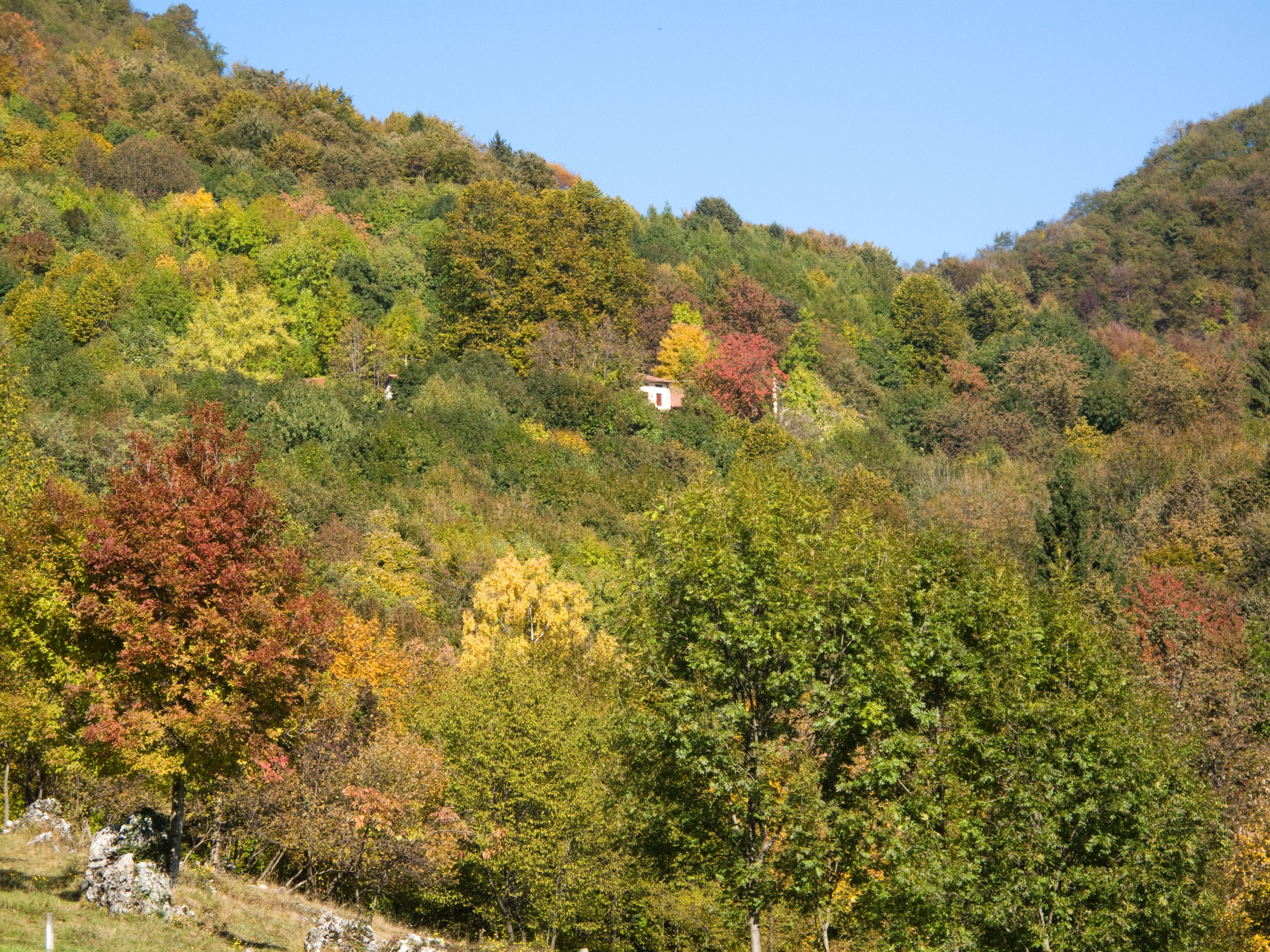
Il Tretto in autunno

Presso il Tretto vi sono anche alcune testimonianze di archeologia industriale, quali gli essiccatoi ed i resti di impianti per la lavorazione del caolino e la Fabbrica Saccardo.